# Sabahattin Ali
Sabahattin Ali (25 de febrero de 1907 – 2 de abril de 1948) fue un novelista turco, escritor de relatos, poeta y periodista.

## Primeros años
Nació en 1907 en el municipio de Eğridere (actualmente Ardino, situado en el sur de Bulgaria) del Sanjacado de Gümülcine (ahora Komotiní al norte de Grecia) cuando formaba parte del Imperio otomano. Vivió en Estambul, Çanakkale y Edremit antes de ingresar en la Escuela de Magisterio de Balıkesir. Luego fue transferido a la Escuela de Magisterio de Estambul, donde se graduó en 1926. Después de ejercer como maestro en Yozgat durante un año, obtuvo una beca de investigación del Ministerio de Educación Nacional y estudió en Alemania desde 1928 hasta 1930. Cuando regresó a Turquía, fue profesor de lengua alemana en institutos de secundaria en Aydin y Konya.

## Vida adulta
Mientras ejercía de profesor en Konya fue arrestado por un poema que había escrito criticando la política de Ataturk y acusado de difamar a otros dos periodistas. Fue puesto en libertad durante la amnistía concedida en 1933 con motivo del décimo aniversario de la declaración de la República de Turquía y tras haber cumplido varios meses de su condena, primero en Konya y después en la prisión de la Fortaleza de Sinope. A continuación, solicitó al Ministerio de Educación Nacional permiso para enseñar otra vez. Después de demostrar su lealtad a Atatürk escribiendo el poema "Benim Aşkım" (literalmente: "Mi amor" o "Mi pasión"), fue asignado a la división de publicaciones en el Ministerio de Educación Nacional. Sabahattin Ali se casó el 16 de mayo de 1935 e hizo el servicio militar en 1936. Fue encarcelado de nuevo y puesto en libertad en 1944. Junto a Aziz Nesin también fue dueño y editor de un popular semanario llamado "Marko Paşa" (pronunciado "Marco Pasha").

## Muerte
A su salida de prisión sufrió problemas financieros. Se le negó su solicitud de pasaporte. Fue asesinado en la frontera búlgara, probablemente el 1 o 2 de abril de 1948. En general se cree que fue asesinado por Ali Ertekin, un contrabandista con conexiones con el Servicio de Seguridad Nacional y al que habría pagado para que le ayudase a cruzar la frontera. Otra hipótesis es que Ertekin lo entregase a los servicios de seguridad y que estos lo matasen durante los interrogatorios. Se cree que fue asesinado debido a sus opiniones políticas.

## Reconocimientos
El centenario del nacimiento de Sabahattin Ali se celebró en la ciudad de Ardino en Bulgaria el 31 de marzo de 2007. Ali es un autor conocido en este país porque sus libros se han leído en las escuelas de Bulgaria desde la década de 1950.

### Relatos
- "Değirmen" (1935) (El molino)
- "Kağnı" (1936) (Carro de bueyes)
- "Ses" (1937) (Voz)
- "Yeni Dünya" (1943) (Nuevo mundo)
- "Sırça Köşk" (1947) (El pabellón de cristal)

### Obras de teatro
- "Esirler" (1936) (Prisioneros)

### Novela
- "Kuyucaklı Yusuf" (1937) (Yusuf de Kuyucak). Yusuf de Kuyucak fue llevada al cine por la televisión estatal turca.
- "İçimizdeki Şeytan" (1940) (El diablo dentro de nosotros)
- "Kürk Mantolu Madonna" (1943). (Madona con abrigo de piel)

### Poesía
- "Dağlar ve Rüzgâr" (1934 - Segunda edición 1943). (Montañas y viento)

### Traducciones
- Tarihte Garip Vakalar (Casos extraños de la historia): Ankara, 1936
- Antigone, Sophokles (Antígona, Sófocles): Istanbul, 1941
- Üç Romantik Hikaye (Tres historias románticas): Ankara, 1943
- Fontamara, İgnazio Silone: Ankara, 1943.
- Gyges ve Yüzüğü (Giges y su anillo), Christian F. Hebbel: Ankara, 1944[3]

### Obra traducida a otros idiomas
- Madonna con abrigo de piel fue traducida al inglés en 2016 por Maureen Freely and Alexander Dawe: Penguin, London.[3]